# 归子慕
歸子慕（1563年—1606年），字季思，号陶庵，後世又稱清遠先生，直隸崑山縣（今江苏昆山市）人，明朝文學家，為著名文學家歸有光五十八歲所生，為第五子。卒后，巡按御史祁彪佳请于朝，赠翰林待诏。

## 生平
幼有文行。萬歷十九年（1591年）中舉人，再试礼部不第，屏居江村。其人好清靜，隱居田園，形如孤云野鶴，頗有陶淵明遺風。與东林八君子之一高攀龙最友善。

## 著作
著有《陶園集》四卷、《明史藝文志》傳於世。

## 趣聞
據安希范《天全堂集》記載：高攀龍神往隱居的歸氏趣已久，遂在萬歷三十三年（1605）十月，路經昆山時前往拜訪。高攀龍深為歸子慕「對榻草蔬田舍話，一林風月主人心」的靖節遺風所感動，兩人于是結成金蘭之契。歸子幕在《己亥二月過高存之漆湖精舍》一詩中寫道：「常懷耦耕好，君今啟我意」。

## 延伸阅读
[在维基数据编辑]
 在维基文库阅读此作者作品
 《明史卷二百八十七》，出自《明史》